# Maundia
Maundia es un género monotípico perteneciente a la familia Juncaginaceae. Su única especie: Maundia triglochinoides F.Muell., es originaria de Australia. El género fue descrito por Ferdinand von Mueller y publicado en Fragmenta Phytographiae Australiae  1: 23 en el año 1858.

## Descripción
Son plantas herbáceas perennifolias con rizomas de unos 5 mm de espesor y  penachos de hojas que surgen a lo largo de su longitud. Las hojas son triangulares en sección transversal de 80 cm de largo por 5 - 10 mm de ancho. La inflorescencia es  de 10 cm de largo con los carpelos (partes femeninas de la flor) de 6 - 8 mm de largo, sésil.

## Distribución
Está limitada a la costa de Nueva Gales del Sur y se extiende hacia el sur de Queensland en Australia.

## Taxonomía
Maundia triglochinoides fue descrita por Ferdinand von Mueller  y publicado en Fragmenta Phytographiæ Australiæ 1: 23. 1858.
Sinonimia
- Triglochin triglochinoides (F.Muell.) Druce
- Triglochin maundii F.Muell.[2]